# 伊格纳西奥·奥尔蒂斯
伊格纳西奥·奥尔蒂斯（西班牙語：Ignacio Ortiz，1987年7月26日—），阿根廷男子曲棍球运动员。他曾代表阿根廷参加2016年和2020年夏季奥林匹克运动会曲棍球比赛，其中2016年奥运会获得一枚金牌。